# NGC 2256
NGC 2256 (другие обозначения — UGC 3519, MCG 12-7-15, ZWG 330.14, PGC 19602) — линзовидная галактика в созвездии Жирафа. Открыта Эрнстом Темпелем в 1883 году. В 2018 году в галактике был зарегистрирован кандидат в сверхновые. В галактике наблюдается рост содержания альфа-элементов относительно железа при увеличении расстояния от её центра.
Этот объект входит в число перечисленных в оригинальной редакции «Нового общего каталога».